# Slavko Macarol
Slavko Macarol  (Trst, 23. veljače 1914. – Zagreb, 26. svibnja 1984.) bio je hrvatski geodet i rektor zagrebačkog Sveučilišta. 

## Životopis
Macarol je rođen u Trstu 1914. nakon čega odlazi u Zagreb gdje se školuje. Završava Tehnički fakultet (Geodetski odsjek) na kojem 1937. i diplomira. Od 1938., na istom fakultetu, postaje asistent do 1958. kada postaje redoviti profesor. Od 1962. do 1964. te od 1970. do 1972. obnaša dužnost prodekana, 1968. – 1970. dekana, a 1979. – 1981. voditelj je Odjela za praktičnu geodeziju.
Godina 1963. – 1966. rektor je zagrebačkog Sveučilišta, a 1966. – 1969. prorektor.
Nakon II. svjetskog rata suosniva Ministarstvo građevine tadašnje Narodne Republike Hrvatske. Kao načelnik Geodetskog odjela (danas DGU) organizira bolju izmjeru zemljišta koju i sam nadgledava.
Djelom Praktična geodezija dao je napredak geodetskoj praksi i obrazovanju.

## Izvoi
- Macarol, Slavko Hrvatska enciklopedija, pristupljeno 26. svibnja 2014.
- Slavko Macarol, Sveučilište u Zagrebu, pristupljeno 26. svibnja 2014.

## Vanjske poveznice
- Macarol, Slavko Hrvatska tehnička enciklopedija, portal hrvatske tehničke baštine. LZMK